# Іврит

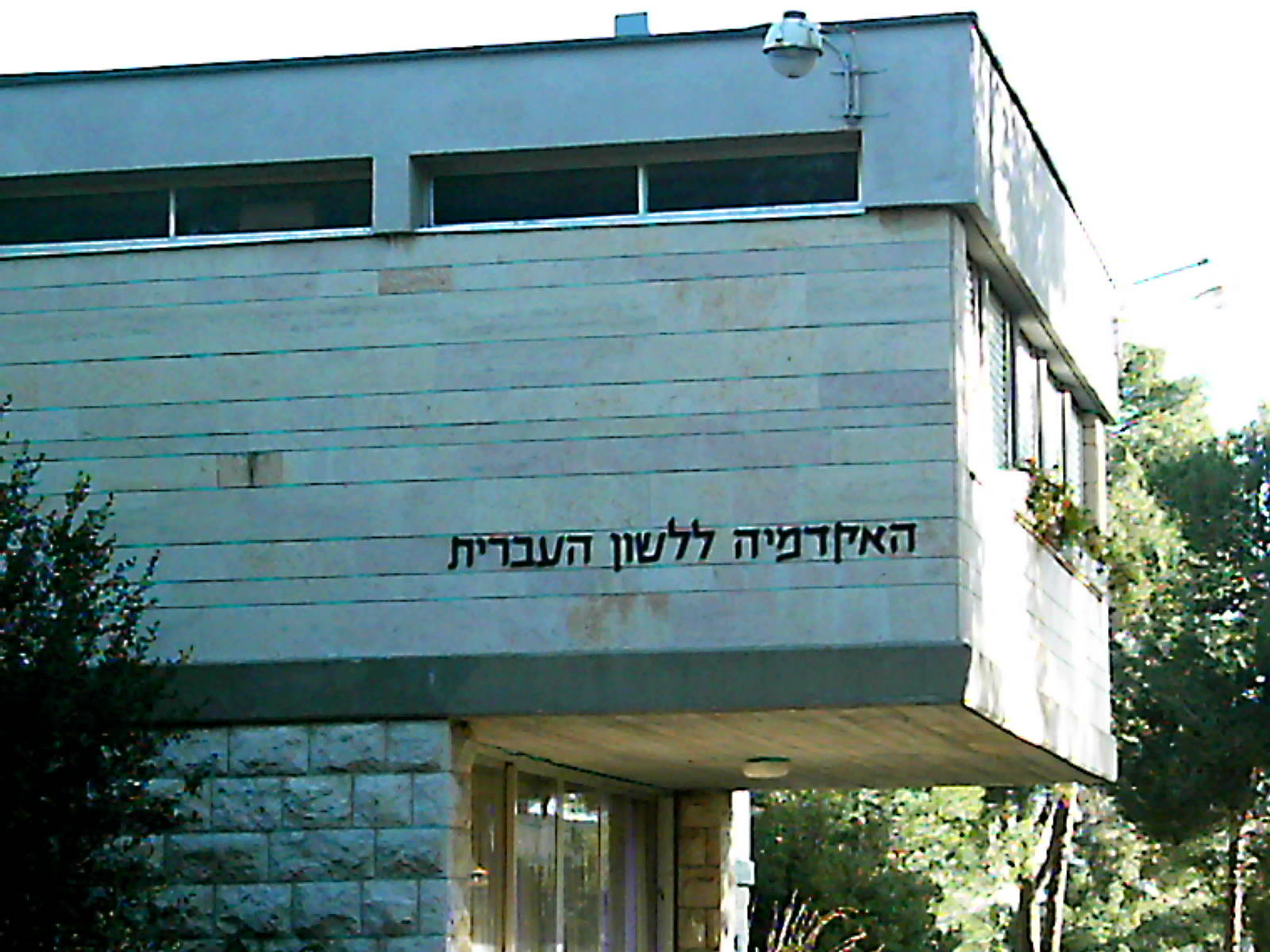
Академія мови іврит

Іври́т (івр. עברית[ʔivˈʁit] ( прослухати) чи [ʕivˈɾit] ( прослухати)), також староєвре́йська мо́ва — єврейська (гебрейська) мова з групи семітських; державна мова у сучасному Ізраїлі. На письмі застосовується староєврейська абетка.
Розрізняють кілька етапів розвитку івриту:
- біблійний іврит — регіональний діалект ханаанських мов[en], на ньому розмовляли до V століття, нині мертва мова, що зберіглася як літургійна мова для юдаїзму (з періоду Другого храму);
- середньовічний іврит[en] — мова, яка використовувалася на письмі та у формальній мові від смерті івриту як розмовної мови в IV столітті до його відродження як розмовної мови в XIX столітті, мова єврейського просвітництва (гаскали) та художньої літератури XVIII—XIX ст.;
- новоіврит[en] — відроджена мова івриту[en] наприкінці XIX та на початку XX сторіччя, мова повсякденного спілкування та державна мова у сучасному Ізраїлі від становлення Держави Ізраїль у другій половині XX ст.

Існує кілька норм вимови, що дуже різняться поміж собою, найпоширеніша — сефардська, що нею послуговується сучасна літературна мова. Є також ашкеназійська, або ашкеназька, — вимова німецького та східноєвропейського єврейства, яка сьогодні практично не використовується. Від ашкеназької та сефардської відрізняється вимова єменських євреїв.

## Назва
В українській мові, окрім назв староєврейська мова або іврит (сучасний іврит), вживаються назви давньоєврейська мова (староєврейська), гебрайська та іврит для класичної мови Біблії. Слово «іврит» повторює сучасне звучання самоназви мови (давня самоназва така ж, але звучала як «'ivri»). Слово «єврейська» можливо виникло у результаті перетворення назви на слов'янський лад та слово «гебрайська» (лат. lingua Hebraica (досл. — мова гебрайська), пол. «język hebrajski», англ. Hebrew language (/ˈhiːbruː/; עברית ʿivrit [ʔivˈʁit] / [ʕivˈɾit]) (досл. — гебрайська мова)) — на латинський. У польській вживається слово «język hebrajski» (досл. — мова гебрайська).

## Історія

### Походження й вік
У другій половині другого тисячоліття до нашої ери давньоєврейський іврит стає самостійною семітською мовою, яка остаточно відокремилася від родинних мов і діалектів. Найбільш прадавнє літературне джерело івритом з виявлених дотепер — «Пісня Девори» (XII століття до н. е.), що входить до складу Старого Заповіту (Суд.5). Найстаріший напис івритом - «календар з Гезера» - датується X століттям до н. е.

### Давньоєврейська мова

Єврейські літери, що засновані на «Зірці Давида»

#### Біблійний період (XII—II ст. до н.е.)
Джерело:

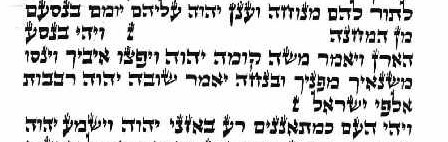
Біблійний текст мовою іврит

- Старий Завіт (він же Тана́х — «Тора, Невіїм, Ктувім»).

Особливості: граматика й фонетика все ще зберігають риси, притаманні семітським мовам. Голосні бувають надкороткі, короткі й довгі.

#### Післябіблійний період (I ст. до н. е.—ІІ ст. н.е.)
Джерела:
- Мішна (звід законів юдаїзму (Усний Закон))
- Кумранські рукописи (розкопки в районі Мертвого моря в 1940-х роках)

До кінця II століття н. е. давньоєврейська перестає бути розмовною мовою, залишаючись мовою богослужіння.

#### Давньоєврейська мова епохиТалмудуймасоретів(III—Vст.)
Джерела:
- Пию́тім (релігійна поезія івритом)
- Мідраш (коментарі й тлумачення Старого Завіту)

У цей час одні з представників єврейської релігії, що називають себе «масо́ретами» («хранителі традицій»), винаходять систему «голосних» значків («некудо́т») при «приголосних» літерах. Це дозволяє стандартизувати вимову голосних при читанні прадавніх текстів. Іврит значно збагачується арамейською лексикою (цей процес триває й у середньовічну епоху). Відбувається перебудова системи дієслова — колишні види (доконаний і недоконаний) переосмислюються; внаслідок перебудови системи дієслівних часів деякі «якісні» прислівники стають самостійними словами.

### Середньовічний іврит (X—XIIIстоліття)
Джерела:

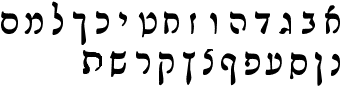
Шрифт Раші

- іспанська поезія (Єгуда Галеві, Ібн-Езра, Соломон Бен Єгуда ібн Ґебіроль, Альхарізі)
- коментарі до Біблії й Талмуду (Раші, Маймонід, Нахманід, Мозес Мендельсон)
- кабалістична література
- наукова література (філософська, медична, географічна, філологічна, історична).

Іврит перестав бути розмовною мовою, однак євреї як і раніше вивчають його, читають писані ним релігійні книги, пишуть праці, спілкуються з євреями з інших країн. Виходить з ужитку основний «конкурент» івриту — арамейська мова. Виробляються вимовні норми івриту: ашкеназська (Європа — крім Іспанії) і сефардська (в основному в ісламських країнах, Іспанії, Греції, частині Італії). Сефардська норма краще передає особливості прадавньої вимови, однак у ній втрачена відмінність між короткими й довгими голосними. Ашкеназська норма здобуває деякі особливості німецької вимови; довгі голосні перетворюються у дифтонги, відбувається істотна перебудова системи голосних і приголосних. Прикметник остаточно стає самостійною частиною мови.
Цікаво, що у XVII столітті в європейській філології панувала теорія про спорідненість фінської мови та івриту.

### Іврит XIIстоліття
Література івритом стає частиною європейської культури.
Джерела:
- Газети й журнали івритом.
- Романи, оповідання, п'єси, новели тощо (наприклад, книги Менделе Мойхер-Сфоріма).
- Шкільні підручники з усіх предметів освіти.

### Відродження мови у XIX столітті

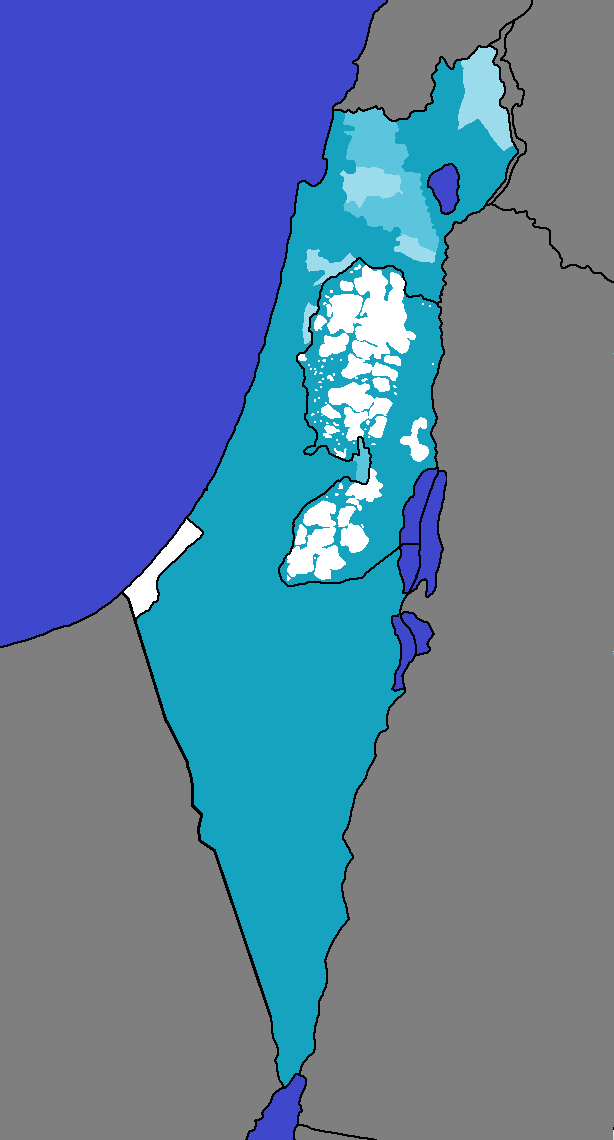
Поширення івриту (його) в Ізраїлі та Палестині: не використовується

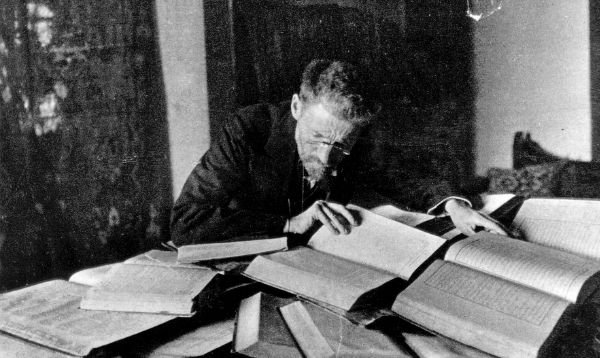
Еліезер Бен-Єгуда за роботою

Наприкінці XIX та у XX століттях у Європі та Ізраїлі відбувся процес, завдяки якому гебрейська мова з суто літургійної, писемної мови стала розмовною, що має державний статус в Ізраїлі. Це був не тільки лінгвістичний процес: відродження мови стало складовою цілої хвилі змін, пов'язаних з одночасним поширенням сіоністичного руху та заснуванням держави Ізраїль у 1948-му році. Це стало можливим завдяки зусиллям ряду ентузіастів, найвідоміший з яких — Еліезер Бен-Єгуда.
Еліезер Бен-Єгуда в 1881 р. переїхав до Палестини в надії відродити там іврит. Він розробив декілька програм, з яких три можна вважати найважливішими: «Іврит вдома» («Іврит ба-баіт»), «Іврит в школі» («Іврит беіт а-сефер») і «Словниковий запас».
Коли в 1905 р. у нього народився первісток Бен-Ціон Бен-Єгуда (що став відомішим як Ітамар Бен-Аві), Бен-Єгуда взяв у своєї тодішньої дружини Дебори обіцянку розмовляти з ним тільки івритом, тобто виростити першу в новій історії дитину, в якої іврит буде рідною мовою.
Бен-Єгуда вважав, що це вкрай важливо для успіху відродження мови, бо й батьки такої дитини, та їхні гості будуть змушені розмовляти з ним тільки івритом, причому на різні побутові теми. А коли дитина нарешті заговорить сама, у Бен-Єгуди з'явиться живий доказ здійсненности відродження мови. У передмові до свого словника Бен-Єгуда писав: «Якщо можна відновити мову, якою перестали говорити, і зробити її розмовною, такою, що виражає все, що хоче сказати хоча б одна людина, то безумовно таку мову можна зробити розмовною мовою і для всього суспільства» .
Розроблена Бен-Єгудою програма «Іврит в школі» мала величезне значення. У своїх перших статтях, написаних ще до приїзду в Ерец-Ісраель, він розглядав практику російських гімназій, де російську мову впроваджували в середовище молоді, для якої вона не була рідною, через викладання винятково російською. Бен-Єгуда запропонував, щоб за тим же принципом викладання і релігійних, і світських предметів в єврейських школах Палестини велося івритом. Він розумів, що головна, а може, і єдина умова відродження мови буде забезпечена лише тоді, коли івритом вільно заговорить нове покоління. Тому, коли в 1882 р. Нісіма Бехар, директор школи «Біблія і праця» («Тора ве-авода») при єрусалимському коледжі Всесвітнього єврейського альянсу, запропонував Бен-Єгуді посаду вчителя, той схопився за цю пропозицію. Бехар не сумнівався в необхідності викладання в школі івритом, бо тільки воно дозволить об'єднати в одному класі дітей з різних єврейських громад, у яких, крім івриту, немає іншої спільної мови. Бехар познайомив Бен-Єгуда з методом навчання івриту івритом без перекладу на інші мови, цебто «прямим методом», який тоді вже застосовувався в навчанні французької та інших мов. У Бехара був досвід такого навчання івриту в стамбульській школі Всесвітнього єврейського альянсу, директором якої він був раніше. Через хворобу Бен-Єгуда вчителював недовго, але у викладанні івриту домігся успіху. Всього лише через кілька місяців його учні вже могли побіжно розмовляти івритом на побутові теми — про їжу, про одяг, про повсякденне життя, про різні домашні та вуличні пригоди.
Особистий приклад Бен-Єгуди і його успіх у викладанні мови справило велике враження на інших вчителів. Щоправда, навчання івритом було пов'язане з великими труднощами через брак підготовлених вчителів, підручників, допоміжних матеріалів (наприклад ігор і пісень), термінології і багато чого іншого.
Поряд з навчанням молоді Бен-Єгуда прагнув захопити своїми ідеями і дорослих. Кілька років він виступав зі статтями в місцевій газеті Ха-хавацелет, а в 1884 р. почав видавати власну газету Ха-цві, яка була направлена на навчання дорослих. Хоча івритська преса тоді ще тільки ставала на ноги (перша газета з'явилася в середині 1850-х років), Бен-Єгуда, прийнявши за зразок паризьку «Ле Фігаро», став висвітлювати у своїй газеті все, що представляє інтерес для жителів країни, в тому числі події за кордоном, погоду, моду тощо. Він домігся того, що до кінця XIX століття майже кожен єврей в Палестині міг без особливих зусиль прочитати і зрозуміти газету івритом. Як вважав Бен-Єгуда, видавана ним недорога газета переконає людей, що вони здатні висловити івритом всі думки, і заохотить їх розмовляти ним. Свою газету Бен-Єгуда використовував і як засіб для введення в мову нових слів, що позначали поняття, яких раніше не існувало, наприклад, «газета», «редактор», «телеграма», «солдат», «мода», тощо.  
На допомогу початківцям говорити і читати івритом Бен-Єгуда почав укладати словник. Вражаючим підсумком його важкої праці, став 17-томний «Повний словник староєврейської мови і сучасного івриту». Цей словник, роботу над яким після смерти автора завершили його вдова Хемда і син, і донині є унікальним в історії івритської лексикографії.
У грудні 1890 р. Бен-Єгуда заснував Раду з мови іврит, яка була покликана допомогти роботі над словником, вирішуючи проблеми термінології, вимови, правопису, пунктуації і т. д. Рада стала попередницею нинішньої Академії івриту — вищого авторитету й арбітра з усіх питань мови.
Ідея відродження івриту була невід'ємною частиною ідеології сіонізму як такої, що прагнула порвати зі спадщиною діаспори і з мовами, якими говорили євреї, які жили під чужим пануванням. Показовими у зв'язку з цим представляються слова, сказані в 1935 році Хаїмом Вейцманом — вченим, лібералом, європейським інтелектуалом і майбутнім першим президентом Ізраїлю: 
| «Ми приїхали в Ерец-Ісраель не для того, щоб копіювати життя Варшави, Пінська і Лондона. Сутність сіонізму — зміна всіх цінностей, які євреї засвоїли під тиском чужих культур». |
Процес повернення гебрейської мови до повсякденного вжитку є унікальним, дотепер жодній іншій мові, що ні для кого вже не була рідною, не вдалося стати державною та набути мільйонів носіїв.
Відродження також спричинилося до помітних мовних змін.

### Іврит в СРСР
Вже 1922 року постановою СНК іврит в РРФСР оголосили релігійною мовою, і заборонили його викладання в єврейських школах. Останнє художнє видання івритом було видане 1927 року — книга Б. Фрадкіна «Алей асор» («На десятиструнній лірі»), після чого івритом час від часу видавалися лише релігійні матеріали (календарі, молитовники) для потреб громади.
В радянській літературі іврит дуже довго називали «древньоєврейським», навіть коли питання його відродження в Ізраїлі було історично вирішене — скоріше за все, з чисто політичних міркувань, з метою протиставлення «старої і мертвої» мови іврит «сучасній і живій» єврейській мові — їдишу. Нейтральне ставлення до сучасного івриту в СРСР мало місце між смертю Сталіна в 1953 р. і Шестиденною війною в 1967 р., коли між Ізраїлем і СРСР існували дипломатичні відносини. 1963 року був виданий «Іврит-російський словник» Ф. Л. Шапіро, що містив також розлогий граматичний нарис Б. Я. Гранде і його використовували при нелегальному вивченні івриту в 1960-1980-ті роки. Був виданий збірник «Поезія Ізраїлю», куди були включені і переклади з івриту. Радянські бібліотеки отримували в цей період деякі книги, які видавалися в Ізраїлі івритом. Проте і в цей час навчання івриту y СРСР практично не відбувалося.
Після Шестиденної війни і розриву радянсько-ізраїльських стосунків 1967 року викладачів і тих, хто вивчав мову (за винятком немасового наукового вивчення, наприклад, на кафедрах сходознавства університетів) іврит y СРСР прирівнювали до сіоністів (тобто потенційних емігрантів — «зрадників радянської Батьківщини», а пізніше і до «расистів», згідно з резолюцією 3379 1975 року ООН, пізніше скасованою резолюцією 46/86 1991 року). Їх легко могли вигнати з роботи або із ЗВО, а деякі вчителі івриту навіть були засуджені до тюремного ув'язнення під різними приводами — так сталося, наприклад, з Ефраїмом Холмянським, Юлієм Едельштейном і багатьма іншими.
1987 року підпільні викладачі івриту в СРСР створили «Ігуд а-морім»  («Вчителі Івриту») — профспілку викладачів івриту. Головами були Зєев Гейзель, Лев Городецький і Авігдор Левіт.
Після Перебудови поступово почали вживати і в офіційних колах пострадянського простору позначення «іврит» замість «древньоєврейська» для позначення всіх стадій розвитку івриту як загальніший термін, залишивши використання поняття «древньоєврейська» для спеціальних лінгвістичних робіт.

## Письмо і читання
- Іврит використовує для письма єврейську абетку в так званому квадратному шрифті, як і мови арамейська та їдиш.
- Квадратний шрифт — це різновид алфавіту (мовою іврит — алеф-бет). Це означає, що кожен знак (літера) відповідає певному звукові, на відміну від неабеткових систем (частково давньоєгипетська, китайська), в яких кожен знак позначає поняття (ідеограма) або поєднання звуків (складове письмо).
- В абетці івриту 22 літери, всі літери відповідають приголосним звукам (консонантне письмо). В івриті немає жодної літери, яка спочатку відповідала якомусь голосному, проте деякі літери (наприклад, алеф, йуд, вав) перестали використовуватися для позначення виключно приголосних звуків і вживаються також для позначення голосних. Написання літер — від правого боку до лівого, літери не з'єднуються між собою (хоча в рукописах це не завжди так), а рядки йдуть один за одним згори донизу.
- Голосні звуки передаються за допомогою спеціальних діакритичних знаків (івр. נקודות — некудот), що складаються з комбінацій крапок і штрихів, які ставляться навколо літери (зверху, знизу, зліва). Голосний звук, відповідний значку вивіреності, вимовляється після букви. Якщо після приголосного звуку немає голосного, під літерою ставиться знак шва (ְ), який не читається. Іноді діакритичні знаки на позначення голосних комбінуються з літерами вав і йод; тоді ці літери (йод і вав) вже не читаються як приголосні (й і в), а використовуються для передачі голосних звуків (е, і, о, у).
- У переважній більшості текстів діакритичні знаки для голосних не пишуться. Вони ставляться лише в таких видах текстів:

* Релігійні тексти,
* Пісні й вірші,
* Підручники для шкіл і ульпанів,
* Книжки для дітей,
* Іноді — в іноземних словах і словах, які можуть читатися по-різному: та деяких інших текстах.
- Щоби полегшити читання тексту без знаків, які передають голосні, звуки у, о та і позначають, вставляючи літери вав і йод, які в тексті з діакритикою не пишуться. Такі літери називаються матрес лекціоніс (буквально «матері читання»).
- НЕКУДОТ (Звуковий Лізец)

Для позначення голосних звуків в івриті використовують діакритичні знаки (некудот). Вимова звуків а, е, і, о, у приблизно відповідає українській вимові. Приголосні в івриті ніколи не палаталізуються (не пом'якшуються) перед голосними «і» або «е (е)».
| Символ діакритичні знаки | Назва діакритичні знаки | Опис графіки символу                                                                     | Як читається |
| ------------------------ | ----------------------- | ---------------------------------------------------------------------------------------- | ------------ |
| ַ                         | Патах                   | Горизонтальна риска під літерою                                                          | А            |
| ָ                         | Камац                   | Значок «т» під літерою                                                                   | А            |
| ֵ                         | Цере                    | Дві крапки під літерою, розташовані горизонтально                                        | Е            |
| ֶ                         | Сеголь                  | Три крапки під літерою, розташовані як рівнобічний трикутник, скерований вершиною донизу | Е            |
| ִ                         | Хірік                   | Крапка під літерою                                                                       | І            |
| י ִ                       | Хірік з йод             | Крапка під літерою з подальшою літерою йод                                               | І            |
| ֹ                         | Холам хасер             | Крапка згори літери                                                                      | О            |
| וֹ                        | Холам мале              | Літера Вав з крапкою згори                                                               | О            |
| ָ                         | Камац катан             | Значок «т», під літерою (також як Камацу)                                                | О            |
| ֻ                         | Куббуц                  | Три крапки під літерою, діагонально                                                      | У            |
| וּ                        | Шурук                   | Літера Вав з крапкою всередині неї                                                       | У            |

Крім цього, деякі ненаголошені звуки ( е, а, о) можуть передаватися за допомогою знака шва ְ (дві точки під літерою, розташовані вертикально), або комбінацією шва зі знаками сеголь, камац і патах (усі ставляться під літерою і останні називаються з додаванням попереду слова хатаф)
Хатаф-діакритика:
| Символ діакритичний знак | Назва діакритичний знак | Опис графіки символу               | Як читається         |
| ------------------------ | ----------------------- | ---------------------------------- | -------------------- |
| ֳ                         | Хатаф-Камац             | Це камац + шва праворуч від нього  | Ненаголошений звук о |
| ֲ                         | Хатаф-патах             | Це патах + шва праворуч від нього  | Ненаголошений звук а |
| ֱ                         | Хатаф-сеголь            | Це сеголь + шва праворуч від нього | Ненаголошений звук е |

Те, що одному звукові відповідають декілька знаків, пояснюється тим, що в давнину вони позначали різні звуки, наприклад, за довготою. Так,патах — був коротким звуком а, а камац — довгим. Аналогічно й інші голосні звуки ( е, і, о, у). В сучасному івриті протиставлення звуків за довготою зникло, але різниця на письмі залишилася.

### Літери
В єврейській абетці 22 літери.
| Літера | Літера | Числове значення (гематрія) | Назва      | Назва       | Назва | Транслітерація | Транслітерація | Транслітерація | Вимова (МФА) | Вимова (МФА) | Вимова (МФА)   | Вимова (МФА)  | Вимова (МФА)  |
| поч.   | кін.   | Числове значення (гематрія) | стандартна | ашкеназська | Іврит | українська     | міжнародна     | спрощена       | ізраїльська  | ашкеназська  | сефардська     | реконструкція | реконструкція |
| поч.   | кін.   | Числове значення (гематрія) | стандартна | ашкеназська | Іврит | українська     | міжнародна     | спрощена       | ізраїльська  | ашкеназська  | сефардська     | Мішна         | Біблія        |
| ------ | ------ | --------------------------- | ---------- | ----------- | ----- | -------------- | -------------- | -------------- | ------------ | ------------ | -------------- | ------------- | ------------- |
| א      |        | 1                           | А́леф       | Алеф        | אָלֶף   | '              | ʾ              | '              | [ʔ, -]       | [-]          | [ʔ, -]         | [ʔ, -]        | [ʔ]           |
| ב      |        | 2                           | Бет (вет)  | Бейс (Вейс) | בֵּית   | Б, в           | b, ḇ           | b, v           | [B, v]       | [b, v ~ v̥]   | [b, b ~ β ~ v] | [b, β]        | [b ]          |
| ג      |        | 3                           | Ґі́мель     | Ґімель      | גִימֶל  | Ґ              | g, ḡ           | g              | [ɡ]          | [ɡ ~ ɡ ̊]     | [ɡ, ɡ ~ ɣ]     | [ɡ, ɣ ]       | [ɡ]           |
| ד      |        | 4                           | Да́лет      | Долес       | דָלֶת   | Д              | d, ḏ           | d              | [D]          | [d ~ d̥ ̊]     | [d̪ ~ ð]        | [d̪, ð]        | [d ̪]          |
| ה      |        | 5                           | Ге         | Гей         | הֵא    | Г              | h, Ḏ           | h              | [h ~ ʔ, -]   | [h, -]       | [h, -]         | [h, -]        | [h]           |
| ו      |        | 6                           | Вав        | Вов         | וָו    | В, у, о        | w              | w              | [V]          | [v ~ v̥]      | [v]            | [w]           | [w]           |
| ז      |        | 7                           | За́їн       | Заїн        | זַיִן   | З              | z              | z              | [Z]          | [z ~ z̥]      | [z]            | [z]           | [dz]          |
| ח      |        | 8                           | Хет        | Хес         | חֵית   | Х              | χ              | x              | [χ ~ ħ]      | [x]          | [ħ]            | [ħ, x]        | [ħ, x]        |
| ט      |        | 9                           | Тет        | Тес         | טֵית   | Т              | ṭ              | t `            | [t]          | [t]          | [t̪]            | [t̪ ˁ]         | [t̪]           |
| י      |        | 10                          | Йод        | Йуд         | יוֹד   | Й              | y              | y              | [J]          | [j]          | [j]            | [j]           | [j]           |
| ‭ כ     | ך      | 20                          | Каф (хаф)  | Коф (хоф)   | כָּף    | К, х           | k, ḵ           | k, kh          | [K, χ]       | [k, x]       | [k, x]         | [k, x]        | [k]           |
| ל      |        | 30                          | Ла́мед      | Ло́мед       | לָמֶד   | Л              | l              | l              | [L]          | [l ~ ɫ]      | [l]            | [l]           | [l]           |
| ‭ מ     | ם      | 40                          | Мем        | Мем         | מֵם    | М              | m              | m              | [M]          | [m]          | [m]            | [m]           | [m]           |
| ‭ נ     | ן      | 50                          | Нун        | Нун         | נוּן   | Н              | n              | n              | [N]          | [n]          | [n̪]            | [n̪]           | [n̪]           |
| ס      |        | 60                          | Са́мех      | Со́мех       | סָמֶך   | С              | s              | s              | [S]          | [s]          | [s]            | [s]           | [ts]          |
| ע      |        | 70                          | Аїн        | Аїн         | עַיִן   | `              | `              | `              | [ʔ ~ ʕ, -]   | [-]          | [ʕ, ŋ, -]      | [ʕ, ɣ]        | [ʕ, ɣ]        |
| ‭ פ     | ף      | 80                          | Пе (фе)    | Пей (фей)   | פֵּא    | П, ф           | p, ph          | p, ph          | [P, f]       | [p, f]       | [p, f]         | [p, ɸ]        | [p]           |
| ‭ צ     | ץ      | 90                          | Ца́ді       | Цо́ді, Цо́дик | צָדִי   | Ц              | ṣ              | s `            | [ʦ]          | [ʦ]          | [ʦ]            | [s ˁ]         | [ʦ, ʧ, t͡ɬ]    |
| ק      |        | 100                         | Куф        | Коф         | קוֹף   | К              | k              | k              | [K]          | [k]          | [k]            | [q]           | [k]           |
| ר      |        | 200                         | Реш        | Рейш        | רֵיש   | Р              | r              | r              | [ʁ]          | [ʀ]          | [r ~ ɾ]        | [ɾ]           | [ɾ]           |
| ש      |        | 300                         | Шин (син)  | Шин (син)   | שִין   | Ш              | š, ś           | sh, lh         | [ʃ, s]       | [ʃ, s]       | [ʃ, s]         | [ʃ, ɬ]        | [ʧ, t͡ɬ, s]    |
| ת      |        | 400                         | Тав        | Тов (сов)   | תָו    | Т              | t, ṯ           | t, th          | [T]          | [t, s]       | [t̪, θ]         | [t̪, θ]        | [t̪]           |

Примітки
- В Ізраїлі використовуються переважно стандартні назви літер з елементами ашкеназських назв.
- Українська транслітерація, що наводиться в таблиці, є приблизною.

### Кінцеві літери
П'ять літер мають два різних написання — одне на початку та в середині слова, інше — в кінці:
| На початку й середині слова | На початку й середині слова | У кінці слова | У кінці слова |
| --------------------------- | --------------------------- | ------------- | ------------- |
| Каф/Хаф                     | כ כ                         | Хаф-софіт     | ך ך           |
| Мем                         | מ מ                         | Мем-софіт     | ם ם           |
| Нун                         | נ נ                         | Нун-софіт     | ן ן           |
| Пей/Фей                     | פ פ                         | Фей-софіт     | ף ף           |
| Цаді                        | צ צ                         | Цаді-софіт    | ץ ץ           |

Припускають, що кінцеві літери були необхідні для поділу слів, адже в давнину слова писалися разом. Можливо, особлива форма написання була у всіх літер, але збереглися лише ці п'ять. У спорідненій з івритом арабській мові зберігається різне написання початкових, серединних і кінцевих літер.
За іншою версією, кінцева форма є історично давніша, а стандартне написання в середині слова виникло при скоропису: хвостик, що йшов донизу, став загинатися у бік наступної літери, й лише в кінці слова при зупинці руки, що пише, залишався хвостик, спрямований донизу.

## Фонетика

Голосні сучасного івриту

Особливістю консонантизму сучасного івриту є перетворення давньої системи приголосних з переходом u̯> v, ß> v, ḥ> x, ḵ> x, p̄> f, q> k, ṭ> t, ś> s, ṣ> c, одночасно з випаданням емфатичних приголосних та відсутність подвоєння приголосних. Типовим для вокалізму є зникнення голосного ə (шва) та відсутність опозиції довгі/короткі голосні й опозиції ä/e.

### Голосні
Іврит має 5 голосних фонем.
| Фонема | Приклад   | Приклад | Приклад           |
| ------ | --------- | ------- | ----------------- |
| /a/    | [ʔäv]     | אב      | 'батько'          |
| /e/    | [ʔe̞m]     | אם      | 'мати'            |
| /i/    | [ʔiʃ]     | איש     | 'людина, чоловік' |
| /o/    | [ʔo̞ʁ]     | אור     | 'світло'          |
| /u/    | [ʔäduˈmä] | אדומה   | 'червона' (f)     |

### Приголосні
|              | Губно-губні | Губно-зубні | Альвеолярні | Постальвеолярні | Палатальні | Велярні | Увулярні | Фарингальні | Глотальні |
| ------------ | ----------- | ----------- | ----------- | --------------- | ---------- | ------- | -------- | ----------- | --------- |
| Носові       | m           |             | n           |                 |            |         |          |             |           |
| Проривні     | p b         |             | t d         |                 |            | k ɡ     |          |             | ʔ         |
| Африкати     |             |             | ts 1        | tʃ dʒ           |            |         |          |             |           |
| Фрикативні   |             | f v         | s z         | ʃ ʒ             |            |         | χ        | (ħ ʕ) 3     | h         |
| Апроксиманти |             |             | l           |                 | j          | w       | ʁ̞ 2      |             |           |

### Ашкеназькавимова
Основні відмінності ашкеназької вимови івриту від прийнятої в Ізраїлі (спрощений варіант сефардської вимови) такі:
- Наголос в ашкеназькому івриті при розмові зазвичай падає на передостанній склад, а при читанні релігійних текстів, за давньоєврейськими правилами граматики, як правило на останньому, тоді як в сефардській вимові зберігся давній наголос (у більшості випадків — на останній склад, проте в деяких граматичних формах і в деяких категоріях слів — на передостанній. В останньому випадку, наголос в ашкеназькому та сефардському варіантах є однаковим.
- В ашкеназькому варіанті івриту збереглася відмінність у вимові звуку, що передається літерою ת без знаку даґеш («Тав рефуя»). У вимові єменських євреїв ця літера читається, як щілинний звук, схожий на англійське th в слові think. В сефардській (і сучасній ізраїльській) вимові відмінність між «Тав дґуша» (тобто зі знаком Даґеш) і «Тав Рефуя» було втрачено, і літера ת  завжди читається як Т. Тоді як в ашкеназькому варіанті щілинна вимова збереглася, хоча й у зміненому вигляді — замість зубно-зубного звуку Θ став вимовлятися звук С.
- У давньому івриті існувала опозиція голосних за довготою, тобто голосні були довгі й короткі, на думку Віленського Ґаона довгі голосні є дифтонгами. В сучасному івриті немає відмінностей між голосними за довготою: «короткий а» і «довгий а» вимовляються однаково — як «а». Тоді як в ашкеназькому варіанті довгі голосні а, о і е змінили своє звучання: довг — це різновид алфавіту (мовою івритий[що це?] а став вимовлятися як о (а потім в діалектах на території України перейшов в У); довгий о перейшов у дифтонг ой (а потім в діалектах на території Литви і Білорусі — в дифтонг ей); довгий е перейшов в дифтонг ей. Довгі звуки У та і в ашкеназькій вимові збіглися з відповідними короткими, тобто ці два звуки вимовляються в обох варіантах однаково.
- Крім того, в результаті згаданого вище зсуву наголосу голосна о, що утворилася на місці колишнього довгого а, зазнала редукції і в словах, запозичених з івриту в їдиш, стала вимовлятися як е (хоча у власне івритських текстах, наприклад, при читанні молитов, продовжували вимовляти о).

Приклади:
Слово שבת  («Субота») в ашкеназькій вимові звучить як «шабос» (їдиш «шабес»), а в сефардській — як «шабат».
Слово משפחה  («сім'я») в ашкеназькій вимові звучить як «мішпохо» (їдиш «мішпохе», «мішпухе»), а в сефардській — як «мішпаха».
Слово בית — דין  («суд») в ашкеназькій вимові звучить як «бейс-дин», а в сефардській — як «бет-дин».
Ім'я משה  в ашкеназькій вимові звучить як «Мойше», а в сефардській — як «Моше».

## Граматика

### Іменник
Іменники в івриті мають два роди: чоловічий і жіночий. До жіночого роду належать іменники, що мають закінчення ה-, якому передує камац (приблизна вимова: -а), та іменники з закінченням ת/ -ית/ -ות- (приблизна вимова: -et/-it/-ut). Решта іменників належить до чоловічого роду. Однак є чимало іменників-винятків, тобто таких, що належать до роду, протилежного тому, до якого мали б належати за правилом.
Абстрактні іменники зазвичай жіночого роду. До жіночого роду належать також усі іменники, що позначають країни та міста (незалежно від їхнього закінчення). Водночас усі назви річок, незалежно від їхнього закінчення, — чоловічого роду.
Категорія числа має три форми: однина, множина, двоїна.
Основне закінчення чоловічого роду в множині — -ים (вимовляється -im):
- מחשב [maxˈʃev] (комп'ютер) → מחשבים [maxʃeˈvim] ((багато) комп'ютерів)

Основне закінчення жіночого роду в множині — -ות (вимовляється -ot). Це закінчення ставиться замість закінчення ה- або ת-. Іменники жіночого роду на -ית-/ות у множині мають -יות-/ויות.
- מיטה [miˈta] (Ліжко) → מיטות [miˈtot] (Ліжка)
- מחברת [maxˈberet] (Зошит) → מחברות [maxbaˈrot] (Зошити)
- חנות [xaˈnut] (Крамниця) → חנויות [xanuˈjot] (Крамниці')
- אשכולית [eʃkoˈlit] (Грейпфрут) → אשכוליות [eʃkoliˈjot] (Грейпфрути).

Однак є іменники-винятки, тобто іменники, які належать до одного роду, а множину утворюють за допомогою закінчення іншого роду. Так, слово שולחן (чоловічого роду) утворює множину за допомогою закінчення жіночого роду -ות, тобто має форму שולחנות.

### Дієслово
Дієслова в івриті мають три часи: минулий, теперішній і майбутній. Форма теперішнього часу дієслів використовується також для дієприкметників теперішнього часу активного стану або іменників, що позначають виконавця даної дії (так, слово שומר, яке є формою теперішнього часу від дієслова зі значенням "стерегти, охороняти", може, залежно від контексту, означати "стереже", "той, що стереже", або "сторож"). Іврит має також складний минулий час, що утворюється за допомогою дієприкметника та фінітної форми дієслова haya «бути».
Початковою формою дієслова є третя особа однини чоловічого роду минулого часу (а не інфінітив, як в українській мові).

### Синтаксис
Поряд з конструкцією родового відмінка у так званому зв'язаному стані, поширені конструкції з генитивною часткою шель (šel).
Для синтаксису характерні відсутність консекутивних ланцюгів і переважання вільного порядку слів. Підрядні речення часто вводяться за допомогою сполучника ше (še).

## Вивчення в Україні
В Україні давньоєврейська мова викладалася в заснованому в 1918 році Єврейському народному університеті, що був першим єврейським закладом вищої освіти на українських землях.
Сьогодні в Україні іврит вивчають у таких академічних установах:
- Києво-Могилянська академія (Міждисциплінарна сертифікатна програма з юдаїки)[3];
- Чернівецький університет (Центр юдаїки)[4];
- Луганський національний університет (викладач Спектор Вячеслав Давидович);
- Інститут релігійних наук святого Томи Аквінського в місті Києві.
- Київська духовна академія і семінарія (УПЦ).
- Міжнародний Соломонів університет.
- Київський національний лінгвістичний університет.